# 후지와라노 모토히라

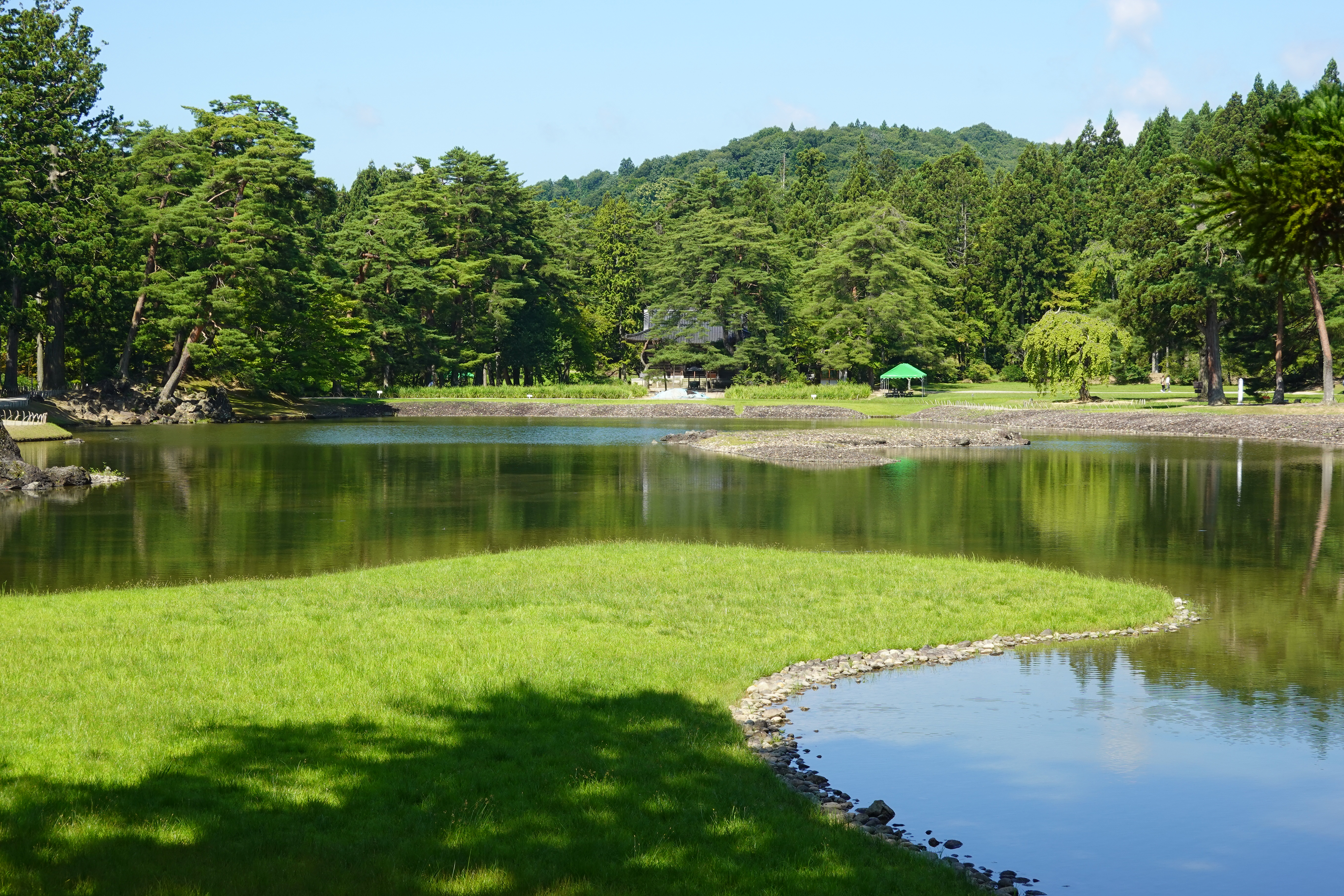
모쓰지(毛越寺) 경내에 딸린 진수사(鎮守社) 터.

후지와라노 모토히라(일본어: 藤原 基衡)는 일본 헤이안 시대(平安時代) 후기의 호족 오슈 후지와라 씨(奧州藤原氏)의 2대 당주이다.

## 생애
동시대 사람인 미나모토노 모로토키(源師時)의 일기 《조슈기(長秋記)》다이지(大治) 5년(1130년) 6월 8일조에 보면, 다이지 3년(1128년)에 기요히라가 죽은 뒤, 형인 「오다테(小館)」후지와라노 고레쓰네(藤原惟常) 등 형제간의 상쟁 사실이 기록되어 있다. 모토히라는 고레쓰네의 '국관(國館)'를 쳤고, 이 공격을 견디지 못한 고레쓰네는 작은 배를 타고 자식 등 20여 인과 함께 탈출, 에치고국(越後國)으로 가서 모토히라와 대립하는 다른 동생과 함께 반격하고자 했지만, 모토히라는 육로로 군사를 보냈고 때마침 역풍이 불어 배가 출발지로 돌아오는 바람에, 고레쓰네는 붙잡혀 자식들과 함께 처형되고 말았다. 모토히라는 이 싸움에서 승리함으로써 오슈 후지와라 씨 2대 당주의 자리를 차지했다. 또한 기요히라의 '전처'가 기요히라 사후 교토로 와서 게비이시(檢非違使) 미나모토노 요시나리(源義成)와 재혼하여 교토 여기저기를 돌아다니며 진기한 보물들을 바치면서 기요히라의 두 아들이 벌인 싸움에 대해서 떠들고 다녔지만 교토 사람들은 귀담아 듣지 않았다고 한다. 기요히라의 '전처'라는 이 여성은 모토히라와 반목하다 후계자 다툼에서 밀려나 히라이즈미(平泉)에서 쫓겨온 것으로 여겨진다.
고지(康治) 원년(1142년), 후지와라노 모로쓰나(藤原師綱)가 무쓰노카미(陸奧守)로 부임해 왔을 때 무쓰국은 "모토히라가 일국(一國)을 압령(押領)하여 고쿠시(國司)의 위엄은 없는 것과 다름없는"(《고지단古事談》) 모습이었고, 모로쓰나는 이를 보고 일의 내막을 조정에 알려서, 선지(宣旨)를 받아 노부오 군(信夫郡)의 공전(公田)에 대한 검주(檢注)를 행하고자 했다. 모토히라는 자신의 게닌(家人)인 지토(地頭) 오오쇼지(大庄司) 모토하루(季治, 사토 모토하루佐藤季治)를 시켜 이를 방해했고, 양측이 서로 교전까지 벌이게 되자 격노한 모로쓰나는 전투 태세를 갖추고, 조정의 선지를 거역한 반역자로서 모토히라를 규탄한다. 모토하루는 모로쓰나 앞에 출두했고 재판 끝에 처형되었는데, 이때 모토히라는 모로쓰나에게 사금(砂金) 1만 냥을 바쳐가며 모토하루의 목숨을 구걸했지만 모로쓰나는 거부했다.
모토히라는 이듬해인 고지 2년(1143년)에 모로쓰나의 후임으로 무쓰노카미로서 부임해 온 후지와라노 모토나리(藤原基成)와 연계를 맺어, 그 딸을 자신의 적자(嫡子) 히데히라(秀衡)에게 시집보냈다. 당시 인(院)의 근신(近臣)이기도 했던 모토나리와의 연계로 모토히라는 고쿠후(國府)에까지 영향을 미치게 되었을 뿐 아니라 당시 권력의 중추였던 인과도 연줄을 가지게 되었다.
또한 사다이진(左大臣)·후지와라노 요리나가(藤原賴長)가 셋칸케(攝關家) 소유의 장원(莊園) 12곳 가운데 자신이 상속받은 데와(出羽)의 유사 장(遊佐莊), 야시로 장(屋代莊), 오오소네 장(大曾根莊)과 무쓰(陸奧)의 모토키치 장(本吉莊), 다카쿠라 장(高鞍莊)에서 해마다 바치는 연공(年貢)을 늘릴 것을 요구해 왔고, 5년의 긴 공방 끝에 모토히라는 닌페이(仁平) 3년(1153년), 당초 요리나가가 요구했던 양보다 대폭 줄인 연공만을 바치는 것으로 문제의 타결을 보았고, 요리나가는 이를 분개했다고 한다. 이 일화에서 무쓰와 데와, 두 구니에 존재한 셋칸케 장원은 오슈 후지와라 씨가 장관(莊官)으로서 관리하고 있었음을 알 수 있다.
규안(久安) 6년(1150년)부터 규주(久壽) 3년(1156년) 사이에 모토히라는 모쓰지(毛越寺)에 광대한 규모의 사원을 지었다. 또한 모토히라의 아내도 관자재왕원(觀自在王院)을 지었다.

## 곤지키도에 모셔진 모토히라
모토히라의 유해는 미라가 되어 아버지 기요히라, 아들 히데히라와 함께 주손지(中尊寺)의 곤지키도(金色堂)에 안치되었다. 1950년(쇼와 25년)에 학술조사가 이루어졌는데, 1994년 7월에 주손지에서 펴낸 『주손지 시신 학술조사 최종 보고(中尊寺御遺体学術調査　最終報告)』에 따르면, 모토히라의 신장은 164cm로 잘 발달된 어깨에 비만 체질로 배가 튀어나와 있었다고 여겨진다. 콧날이 오똑한 코에 얼굴은 턱이 길고 큰 편이었으며, 목은 굵고 짧았다. 심각한 치주질환에 충치가 확인되었는데 이는 기름진 음식을 섭취한 결과로 보인다. 엑스레이 검사 결과 모토히라의 사인은 골수염성 척수염(骨髄炎性脊椎炎) 내지는 척추 질환으로 추정되었다. 혈액형은 AB형. 사망 당시의 나이는 60세에서 70세 정도이거나 70세 전후이고, 오른쪽 손목에 염주(念珠)를 착용한 흔적이 발견되었다. 주요 부장품으로는 목제 지팡이와 나무, 유리로 만든 염주, 금을 입힌 수정노옥(水晶露玉)과 옻칠한 타치(太刀) 파편, 나(羅), 백릉(白綾), 금(錦) 등의 옷감, 금동방울 등, 당시 교토(京都)의 것에 뒤지지 않는 당대 최고의 공예품들이었다.

## 모토히라가 등장하는 작품
소설
- 곤 도코(今東光) 『푸른 에미시의 피(蒼き蝦夷の血)』(신인물왕래사新人物往來社/덕문문고德間文庫)

## 같이 보기
- 오슈 후지와라 씨